# Guelor Dibulana
Guelor Dibulana, né le 13 mai 1989 à Kinshasa et décédé le 28 mars 2013 dans la même ville, est un footballeur international congolais jouant au poste de gardien de but.

## Biographie

### Carrière en club
Il commence sa carrière professionnelle à 22 ans avec le FC Nzakimuena (2011-2012), puis joue pendant une saison avec le FC Les Stars (2012-2013). 
Il signe alors avec le DC Motema Pembe, club avec lequel il joue jusqu'à sa mort en mars 2013, intervenue lors d'un accident de la route,.

#### Carrière internationale
Il est sélectionné en équipe nationale pour les éliminatoires de la Coupe du monde 2014, mais n'entre pas en jeu,. 
Son unique apparition sous le maillot national se produit le 15 janvier 2012, pendant la deuxième mi-temps d'un match amical contre Oman (2-2).